# Marcolino Moura
Marcolino de Moura e Albuquerque (Brumado, 21 de novembro de 1838 – Rio de Janeiro, 8 de janeiro de 1908) foi um político brasileiro, deputado federal e deputado provincial pela província da Bahia, atual estado brasileiro da Bahia, tenente-coronel do Exército Brasileiro e advogado.

## Biografia

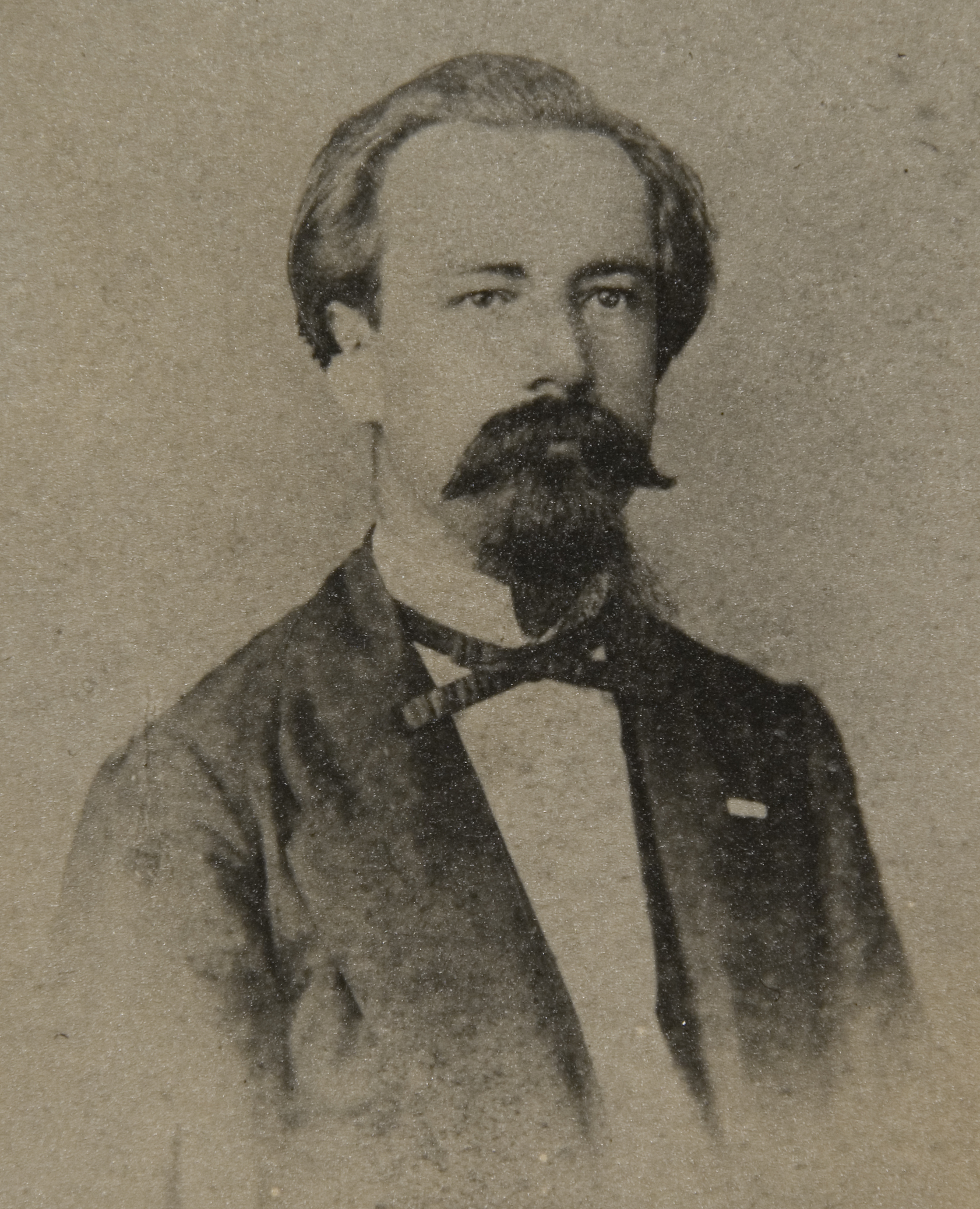
Fotografia de Marcolino Moura. Acervo do Instituto Geográfico e Histórico da Bahia.

Filho de Manoel Justiniano de Moura e Albuquerque e Auta Rosa dos Santos Meira, depois de casada, Auta Rosa de Moura e Albuquerque. Casou-se com Amélia Landulpho de Moura e teve apenas um filho com ela. Era sobrinho da esposa do então importante político da época, Exupério Pinheiro Canguçu. Marcolino se formou advogado pela faculdade de Direito da Universidade Federal de Pernambuco, em Recife, em 1867.

### Carreira política e militar
Em 3 de maio de 1897, Marcolino tomou posse como deputado federal pela Bahia pela primeira vez, o segundo mandato iniciou-se em 1º de fevereiro de 1877; em 15 de dezembro de 1878, iniciou seu terceiro mandato como deputado federal constituinte; em 15 de novembro de 1890, o quarto; em 6 de maio de 1894, o quinto; o sexto, em 4 de maio de 1900, por fim, o sétimo e último mandato iniciado em 30 de maio de 1903. Foi também deputado provincial pela província da Bahia, com primeiro mandato de 1868-1877, e o segundo de 1880-1881). Seus últimos dois mandatos foram já no Brasil República. Apesar das brigas entre Mouras e Canguçus – em um desses episódios, seu pai Justiniano fora morto por Leolino Canguçu, irmão de exupério –, Marcolino Moura deve muito de sua carreira política a Exupério Canguçu, o qual tinha muita influência no meio político da região de Brumado e era abolicionista, assim como era Marcolino, inclusive foi membro da Sociedade Contra Escravidão e amigo íntimo do poeta Castro Alves, famoso por suas poesias de cunho abolicionista e era reconhecidamente um, ficou conhecido como o "poeta dos escravos. De acordo com  o escritor Mário Rizério Leite, Marcolino também teve muita influência na política da cidade de Rio de Contas, tanto é que o distrito de Boa Sentença, naquele município, teve seu nome mudado para Marcolino Moura, em sua homenagem.
Quando nomeado como Inspetor Geral da Inspetoria de Terras e Colonização, foi promovido a tenente-coronel do exército, após ter comandado o 22º corpo de militares da Bahia e ter prestado serviços considerados importantes quando combatia na Guerra do Paraguai, também foi nomeado para tabelião de notas do Rio de Janeiro, cargo cobiçado na época. Sua promoção no exército aconteceu assim que voltou e concluiu seu curso de Direito.